# Pusack
Pusack (niedersorbisch Pusak) ist ein zum Ortsteil Jerischke gehörender bewohnter Gemeindeteil der Gemeinde Neiße-Malxetal im Landkreis Spree-Neiße im äußersten Südosten des Landes Brandenburg. Der Ort gehört dem Amt Döbern-Land an und war bis zum 31. Dezember 2001 ein Ortsteil der bis dahin eigenständigen Gemeinde Jerischke. Vor 1945 gehörte Pusack zur Gemeinde Groß Särchen.

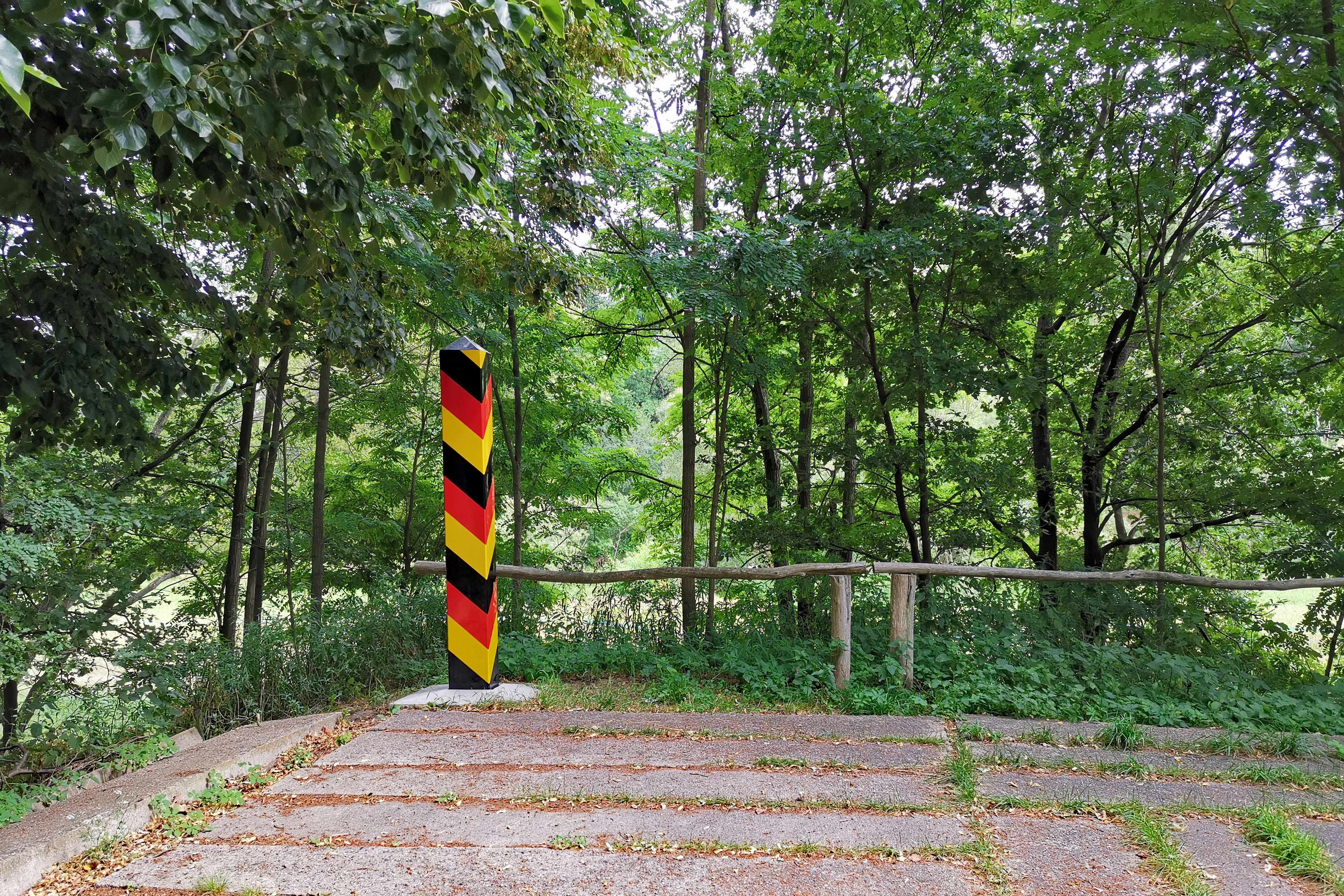
Straße zur ehemaligen Neißebrücke nach Groß Särchen (heute Żarki Wielkie)

## Lage
Pusack liegt in der Niederlausitz im Muskauer Faltenbogen, rund drei Kilometer Luftlinie südöstlich des Dorfes Jerischke, zwölf Kilometer nordöstlich von Weißwasser und 17 Kilometer südöstlich von Forst (Lausitz), an der Lausitzer Neiße. Unmittelbar südlich des Ortes liegt die Grenze zum Freistaat Sachsen und östlich die Grenze zu Polen. Umliegende Ortschaften sind Teichhäuser im Norden, Zelz im Nordosten, Żarki Wielkie im Osten, Stare Czaple im Südosten, Köbeln im Süden, Zschorno im Südwesten und Jerischke im Nordwesten.
Pusack liegt an einer Gemeindestraße zwischen Köbeln und Zelz. Eine Brücke über die Neiße nach Żarki Wielki wurde während des Zweiten Weltkrieges zerstört. In der Umgebung von Pusack erstreckt sich der Zschornoer Wald. Im Ortsgebiet entspringen mehrere Nebenarme der Neiße. Südlich von Pusack liegt das Naturschutzgebiet Zerna. Der Oder-Neiße-Radweg führt durch den Ort.

## Geschichte
Ursprünglich entstand die Siedlung Pusack vermutlich vor dem 19. Jahrhundert als Pechofen der Gemeinde Groß Särchen. Somit lag der Ort im Bereich der Herrschaft Triebel im sächsischen Gubenischen Kreis und war die einzige westlich der Neiße gelegene Siedlung der Herrschaft. Als Folge der auf dem Wiener Kongress beschlossenen Teilung des Königreiches Sachsen gehörte die Siedlung ab 1816 zum Landkreis Sorau (Lausitz) in der preußischen Provinz Brandenburg. In der Topografisch-statistischen Übersicht des Regierungsbezirks Frankfurt a.d.O. aus dem Jahr 1844 wird die Siedlung noch als Pechofen aufgeführt. In der Folgezeit muss der Betrieb jedoch eingestellt worden sein, denn im Jahr 1867 wird Pusack als „Colonie (ehem. Pechofen)“ geführt. Der Ortsname Pusack entstand erst später und geht auf den früheren Straßennamen „Pusackweg“ zurück. Ab 1874 wurde Pusack Teil des Amtsbezirkes Groß Särchen, in dem sich die Landgemeinde Groß Särchen und vier weitere Landgemeinden zusammengeschlossen hatten. Auch kirchlich gehörte Pusack zu Groß Särchen. Eine Holzbrücke über die Neiße zwischen Pusack und dem Gemeindehauptort wurde 1897 durch ein Neißehochwasser beschädigt. Am 3. November 1913 wurde die neue Brücke, die den Namen „Von-Bredow-Brücke“ erhielt, freigegeben.
Zur Zeit des Dritten Reiches entstand in Pusack das zu Groß Särchen gehörende Jugendheim der Hitlerjugend, das später auch als Kindergarten genutzt wurde und 1945 abbrannte. 1938 gab es neun Haushalte in dem Ort. Während des Zweiten Weltkrieges wurde der Nachbarort Groß Särchen am 13. Februar 1945 von der Roten Armee eingenommen. Die Brücke über die Neiße zwischen Pusack und Groß Särchen wurde am 22. Februar 1945 von der Wehrmacht gesprengt, um ein weiteres Vorrücken zu verhindern. Nach dem Ende des Krieges und der Festlegung der Oder-Neiße-Grenze kam die Gemeinde Groß Särchen, zu der Pusack bislang gehört hatte, zu Polen und der Landkreis Sorau wurde aufgelöst. Die Streusiedlung Pusack wurde daraufhin in die Gemeinde Jerischke eingegliedert, kam mit dieser zum Landkreis Spremberg und gehörte zur Sowjetischen Besatzungszone. Nach Kriegsende lebten im Ort noch 84 Einwohner in elf Häusern. Im Jahr 1945 wurde in Pusack eine Freiwillige Feuerwehr gegründet.
Ab Oktober 1949 gehörte Pusack zur DDR. Bei der Gebietsreform am 25. Juli 1952 kam Jerischke mit dem Ortsteil Pusack zum neu gebildeten Kreis Forst im Bezirk Cottbus. Pusack war der südlichste Ort des Kreises Forst. Im Jahr 1956 schlossen sich die Bauern des Ortes zunächst der Landwirtschaftlichen Produktionsgenossenschaft in Jerischke an. 1957 entstand das Feuerwehrhaus. 1959 erfolgte die Ausgliederung der Pusacker Landwirte in die LPG „8. März“ Pusack, die eine Fläche von 33 Hektar bewirtschaftete. Ebenfalls 1959 wurde die durch den Ort führende Straße befestigt. 1961 schloss sich die LPG Pusack auf politischen Druck wieder der LPG Jerischke an.
Nach der Wiedervereinigung gehörte Pusack zunächst zum Landkreis Forst im Land Brandenburg. Die verwaltende Gemeinde Jerischke schloss sich im Juli 1992 mit zwölf weiteren Gemeinden und der Stadt Döbern zum Amt Döbern-Land zusammen. Der Landkreis Forst ging am 6. Dezember 1993 im neuen Landkreis Spree-Neiße auf. In dem Jahr hatte Pusack dreizehn dauerhafte Einwohner und drei genutzte Wochenendhäuser. Am 31. Dezember 2001 fusionierte Jerischke mit Groß Kölzig, Klein Kölzig und Preschen sowie der Gemeinde Jocksdorf aus dem Amt Hornow/Simmersdorf zu der neuen Gemeinde Neiße-Malxetal, zu der Pusack seitdem als Wohnplatz gehört.